# Paspalum adoperiens
Paspalum adoperiens là một loài thực vật có hoa trong họ Hòa thảo. Loài này được (E.Fourn.) Chase mô tả khoa học đầu tiên năm 1929.